# Beni (fiume)
Il Beni (in spagnolo Río Beni) è un fiume della Bolivia settentrionale, fra i più importanti per navigabilità. Dopo aver raccolto l'acqua di numerosi affluenti, si unisce al Mamoré per formare il fiume Madeira.
Il Beni nasce nelle Ande, dalla confluenza dei fiumi Alto Beni e Kaka, nelle vicinanze di Puerto Pando. Scorre poi verso nord-est attraverso la pampas e uno dei suoi affluenti principali è il fiume Tuichi nel Parco nazionale Madidi. Il Tuichi si getta nel Beni vicino alla città di Rurrenabaque. A sud di Rurrenabaque il Beni scorre attraverso la foresta pluviale. Circa 30 km prima di unirsi al fiume Madeira, al confine fra Bolivia e Brasile, le cascate di Cachuela Esperanza interrompono la navigabilità del fiume. Fra la sorgente e la foce il Beni misura una lunghezza di 1 130 km, anche se questa può variare poiché il fiume forma molte anse.
La sua profondità media è di 9 metri, mentre la massima è di 21,3 metri, raggiunta a valle di Rurrenabaque. La sua larghezza media è di 400 metri, mentre quella massima di 1.069 metri, raggiunta sempre nei pressi di Rurrenabaque.